# Melgar de Fernamental
Melgar de Fernamental es una localidad y municipio español situado a orillas del río Pisuerga en la provincia de Burgos, comunidad autónoma de Castilla y León, comarca de Odra-Pisuerga, partido judicial de Burgos, cabecera del ayuntamiento de su nombre.

## Toponimia
Su topónimo está compuesto de dos palabras, si bien hay muchas dudas respecto al origen de la primera de ellas en función de la época en la que se realizó el primer asentamiento.
La palabra Melgar puede estar relacionada con la voz de origen céltico ambélicas que deriva a amelga, formado por la raíz céltica el-(cir) y el prefijo ambi- (entorno) que quiere decir faja de terreno que el labrador señala en un haza (porción de tierra de cultivo) para esparcir la simiente con igualdad. Se uniría entonces la terminación -AR, dándole el significado de «terreno dividido en "amelgas" o estrechas fincas».
Fernamental viene del nombre de su repoblador, el conde Fernán Armentález, hijo del caudillo Armentario, descendiente de los condes de Amaya, siglo X. Fernán Armentález otorgó carta puebla por la que quedaban sujetas a la población otras de los alrededores, en 950 y le dio el nombre de «Melgar de Suso». El fuero fue confirmado por el conde García Fernández de Castilla y más tarde por Fernando III.

## Geografía
Municipio formado por la incorporación en la década de 1970 de los municipios de 09349 Santa María Ananúñez (provincia de Burgos) y de 34162 San Llorente de la Vega, hasta entonces perteneciente a la provincia de Palencia, con las siguientes localidades:
- Melgar de Fernamental
- San Llorente de la Vega
- Santa María Ananúñez
- Tagarrosa
- Valtierra de Riopisuerga

Otras localidades que se incorporaron a Melgar en los pasados siglos:
- San Zibrián (siglo XIV)
- San Juan de Pisuerga (siglo XIV)
- Zorita (siglo XV)
- Quintanilla de Muñoroz o de las Zanahorias (siglo XVI)
- Abánades de Abaxo
- Abánades de Enmedio
- Abánades de Suso (siglo XIV)
- Requejo (siglo XIII)
- Cigoñera (siglo XIII)
- San Carlos el Real de Abánades (siglo XIX)

## Historia
En la época del Imperio Romano se asentaba la ciudad de Dessobriga, entre los actuales municipios de Melgar de Fernamental, Osornillo y Osorno la Mayor, siendo hoy en día terreno melgarense y osornense. Asimismo, por esta zona discurrían múltiples calzadas romanas, entre la que destaca la Hispania-Itálica, Vía Aquitania que cruzaba poblaciones tales como Caesaraugusta, Segisamone y Asturicaaugusta, siendo etapa de uno de los ramales del Camino de Santiago que discurría por la antigua calzada romana,  actualmente recuperado como Camino a Santiago Vía Aquitania. La Vía de Saldania partía desde los pies del actual Melgar una vez cruzado el Pisuerga. La Vía del Pisuerga, que discurría entre los municipios actuales de Herrera y Astudillo, pasaba por la zona de la vega, a los pies de la atalaya en la altura.
En 970 Fernán Armentáriz otorgó fueros a Melgar de Fernamental que fue aprobado posteriormente por García Fernández, conde de Castilla y en 1251 por el rey Fernando III.
Hacia 1217, fue señor de Melgar, Pedro Fernández de Villegas (en 1188, «recibió los Halcones Regios», y en 1212 la Orla de sus Armas las Reales de Castilla de sus colores) quien también era poseedor de los señoríos de Villegas, Villamorón, Bañares, Grañón, Manquillos, Piña de Campos, Cóbreces, Villasevil, Castillo Pedroso y Moñux.
En la época de los Reyes Católicos y de Carlos I la población gozó de gran esplendor. En el año 1572 fueron comprados a la Corona los derechos jurisdiccionales de la villa por Fernando López del Campo que era miembro del Consejo de Hacienda de Felipe II en su calidad de factor, erigiéndose en señor de la misma con derecho a levantar allí su residencia, pertenecía a una rica familia de comerciantes en lanas originarios de Castrojeriz que hicieron su fortuna comerciando con Flandes; el dominio señorial de López del Campo sobre Melgar duró poco, pues en 1589 fue desposeído del mismo por orden del rey al quedar incurso en un proceso judicial por supuesta malversación de fondos públicos; pasó de nuevo la población a ser villa de realengo.
Propiedad de la Corona, en 1612 fue vendida nuevamente junto con sus lugares de jurisdicción, que en ese momento se reducían a Melgar de Yuso e Itero del Castillo, por el rey Felipe III al duque de Lerma. (Las otras poblaciones que constituyeron el núcleo del Fuero de Melgar ya se habían emancipado de la tutela de la villa o habían desaparecido como núcleos de población en siglos anteriores). Según el cronista de esa época Luis Cabrera de Córdoba, el propio duque de Lerma, Francisco de Sandoval y Rojas vino a Melgar a tomar posesión de la villa acompañado del rey Felipe III en persona, ambos personajes hicieron su entrada en Melgar el 4 o 5 de noviembre de 1612, en palabras del cronista: «De Carrión pasó Su Majestad a Melgar de Fernamental, villa muy buena y grande, que ha comprado el Duque, y fue a tomar la posesión y corrieron toros y hicieron danzas y otros regocijos a Su Majestad». Se ignora si existe o ha existido algún documento donde se narre este episodio que tuvo que tener gran trascendencia en la vida de un pueblo como Melgar; el año 2012 se cumplieron los 400 años de esta histórica visita a la villa. Desde estas fechas, y hasta la desaparición del régimen señorial con la Constitución de Cádiz de 1812, Melgar perteneció a esta casa ducal y sus descendientes
A mediados del siglo XVIII se comenzó a construir una de las primeras grandes obras hidráulicas de la España moderna y que aún existe hoy en día: el Canal de Castilla, que discurre a través del término municipal. Utilizado para la navegación y transporte de mercancías, fue un hito para la época y que pretendía comunicar la estepa castellana con el Cantábrico.
Con Carlos III hubo una recuperación económica pocos años después de la puesta en explotación del canal gracias a la creación de la Real Fábrica de Curtidos a la Inglesa por Antonio Tomé, así como la instalación de fábricas de harina y un pujante comercio de granos y de otros artículos en el mercado semanal que se celebraba desde tiempo inmemorial cada jueves y en las diversas ferias instituidas.

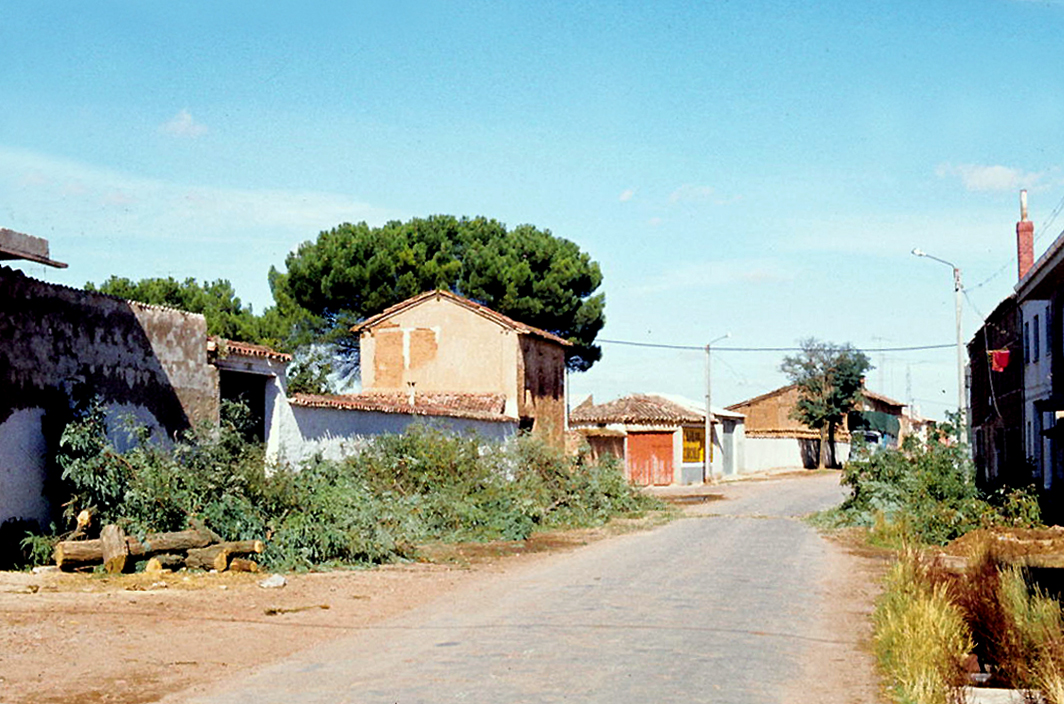
Calle en Melgar de Fernamental a comienzos de la década de 1980

Villa que formaba parte, en su categoría de pueblos solos, del Partido de Castrojeriz, uno de los catorce que formaban la Intendencia de Burgos, durante el periodo comprendido entre 1785 y 1833, en el Censo de Floridablanca de 1787, jurisdicción de señorío siendo su titular el duque del Infantado, en aquella época Pedro de Alcántara de Toledo y Silva (1729-1790) duodécimo duque y heredero también de los títulos de Távara, Lerma y Pastrana, quien nombraba alcalde ordinario.
En la actualidad se advierte una mejora de sus servicios y comunicaciones, estando ubicados en la autovía A-231, la autovía del Camino de Santiago.

## Demografía
Melgar de Fernamental cuenta con una población de 1517 habitantes (INE 2024).
| Gráfica de evolución demográfica de Melgar de Fernamental entre 1842 y 2021 |
| |
| Población de derecho según los censos de población del INE. Población de hecho según los censos de población del INE.Entre el censo de 1981 y el anterior, crece el término del municipio porque incorpora a Santa María Ananuñez y a San Llorente de la Vega de la provincia de Palencia. |

## Símbolos
Tres son los elementos del escudo de la villa, así como la orla que lo circunda: un castillo, un león y un haz de mieses. Tiene por armas en un escudo, un castillo con tres torres, la del medio superior y las dos uniformes, color de oro en campo colorado, un león de su color coronado de púrpura a la puerta del castillo y por orla este letrero: armas de la villa de Melgar de Fernán Armentález.

## Administración y política

### Resultados electorales 2015
| Partido político                             | 2015  | 2015       |
| Partido político                             | %     | Concejales |
| Partido Popular (PP)                         | 45,11 | 4          |
| Partido Castellano-Tierra Comunera (PCAS-TC) | 39,59 | 4          |
| Partido Socialista Obrero Español (PSOE)     | 13,13 | 1          |

### Resultados electorales 2011
| Partido político                         | 2011  | 2011       |  |
| Partido político                         | %     | Concejales |  |
| Partido Popular (PP)                     | 65,06 | 6          |  |
| Partido de Castilla y León (PCAL)        | 20,07 | 2          |  |
| Partido Socialista Obrero Español (PSOE) | 12,27 | 1          |  |

## Patrimonio
Tiene rincones y plazuelas típicas: El Corro, El Caño, el barrio Parché (plaza de Fernan Armentález), los soportales de San Antón, el corrillo…
Iglesia de Santa María de la Asunción

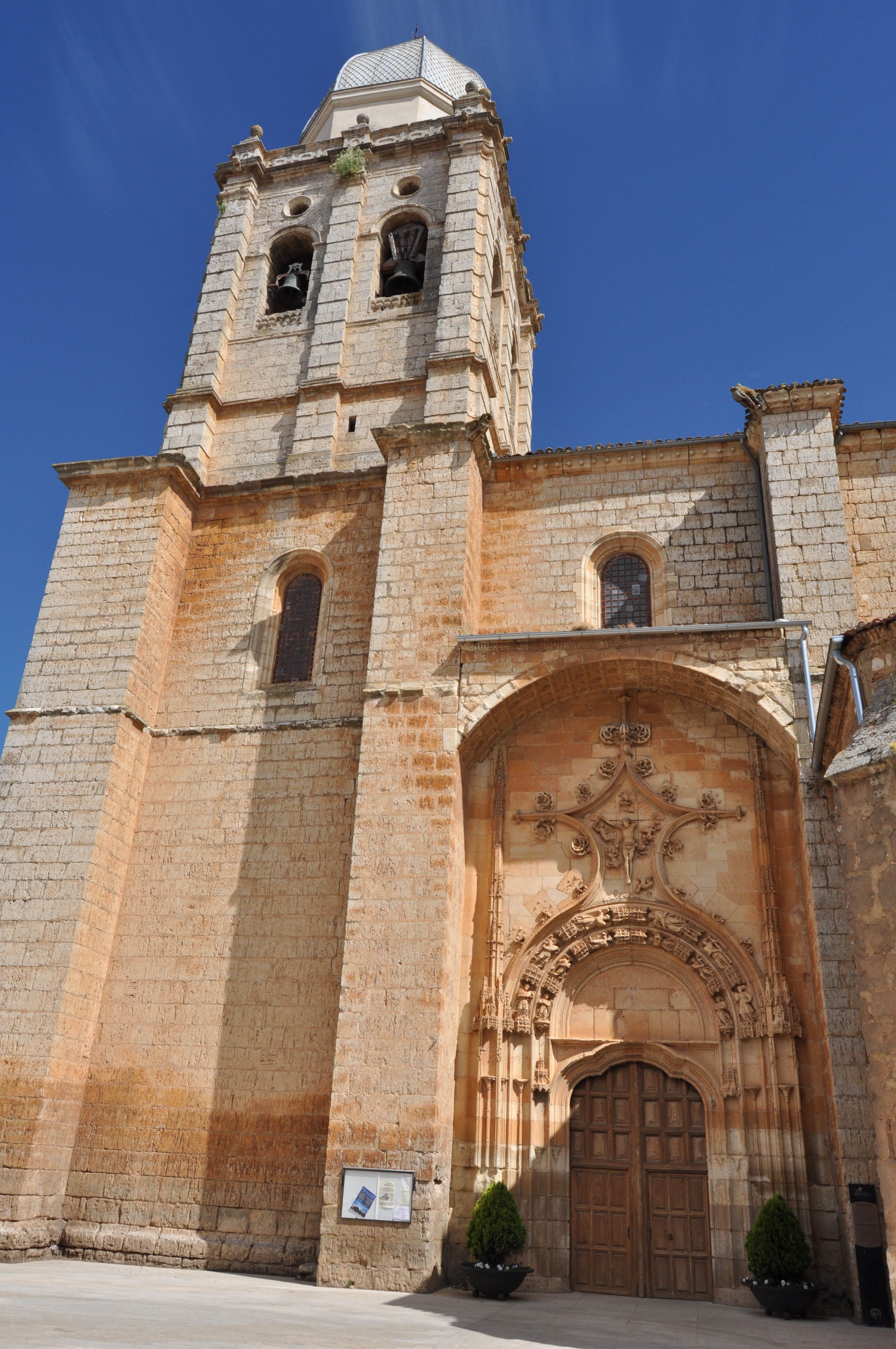
Iglesia parroquial de Santa María de la Asunción

De grandes proporciones, es una sabia conjunción de dos modelos distintos, a saber: comenzada en el siglo XIV según un modelo de planta de cruz latina, a imitación de la planta de la catedral de Burgos, continuada y terminada en el siglo XV, y posteriormente reconstruida en gran parte a mediados del siglo XVI por su estado ruinoso, cambiando el modelo de planta de cruz latina al modelo de planta de salón, dando como resultado un amplísimo espacio interior. Estas obras de reconstrucción fueron encomendadas al maestro cantero Juan de Escarza hacia la década de 1560 y que probablemente tenía un origen vasco, el cual planteó una reconstrucción total del templo a partir del crucero, trasladando y elevando los muros perimetrales, alargando las naves de la iglesia con un tramo más y diseñando unas potentes columnas que debieran soportar las amplísimas bóvedas que se generarían.
Después de casi dos décadas de trabajos y tras el fallecimiento de Juan de Escarza en 1576, el cabildo de Santa María hizo un nuevo contrato de obras en 1582 con los maestros de cantería Pedro de Escarza (hijo de Juan de Escarza)y Pedro de la Torre Bueras, este último originario de La Montaña santanderina, en el que "se comprometían a seguir las obras iniciadas por Juan de Escarza en las torres, pilares y capillas de la iglesia de Melgar de don Fernán Mentález" En estas obras ejerció de aparejador el cantero Domingo de Ganzedo.
Sobresale el conjunto escultórico de su portada del mediodía, de estilo gótico de finales del siglo XV, los historiadores del arte la adscriben a la escuela de Gil de Siloé. Otra portada a tener en cuenta es la que se sitúa en el hastial del templo, pertenece al último tercio del siglo XVI, está labrada en un elegante estilo clasicista, en las últimas investigaciones de los historiadores de arte se ha asignado su autoría a los artistas milaneses Angelo de Bagut y Bartolomé Carlone, hecho muy probable puesto que estos escultores y arquitectos estaban trabajando en Melgar por esas fechas iniciando la casa principal de Fernando López del Campo, factor que era del Consejo de Hacienda de Felipe II. En 1749 se construyó la torre, fue su autor el arquitecto vasco Juan de Sagarvinaga que creó un gran volumen de estilo neoclásico.
Retablo mayor austero y elegante, se le puede inscribir dentro de un estilo romanista de última hora con predominio de la gran arquitectura y con algún aditamento ya barroco. Fue construido a partir de 1640 por el maestro ensamblador Gabriel González de la Torre y los escultores Juan de los Helgueros y Juan de Pobes; su construcción estaba terminada en 1650. Del dorado del retablo se encargó el dorador Alonso Álvarez Ruyales en 1677.
Casa consistorial
En la plaza Mayor. Antiguo palacio renacentista-plateresco, construido a principios del siglo XVI, no se conoce su autor. No se sabe si este edificio fue construido como centro de administración de la orden de Calatrava en esta zona o como ayuntamiento del pueblo en la época de los Reyes Católicos como consecuencia de la promulgación de una ley de los mismos reyes referida a la construcción de edificios consistoriales.
Salón de Teatro Patronato Rodríguez de Celis. Casa del Cordón
Al lado de la iglesia, antiguo hospital del siglo XVI y después residencia de los marqueses del Trebolar. A su lado está la casa solariega de los Palazuelos-Emperador, siglo XVIII, con su escudo de armas. En esta casona se ha instalado el Museo etnográfico municipal Pilar Ramos de Guerra
Museo Etnográfico municipal Pilar Ramos de Guerra
El Museo nace en 2005, como resultado de una ilusión individual unida a una voluntad institucional.
La ilusión individual representada por Luis Guerra, ha logrado que una colección particular almacenada a partir de objetos pertenecientes a su esposa Pilar Ramos, a él mismo y a las familias de ambos, se haya conservado y ampliado con adquisiciones y donaciones a lo largo de los años.
La voluntad institucional, representada por la corporación municipal de Melgar, ha conseguido acondicionar y poner en marcha un centro donde acoger todos aquellos objetos que son retazos de la historia colectiva, desde el que profundizar en el conocimiento de nuestra tierra.
Se ubica en la casa solariega de la familia Palazuelos-Emperador de comienzos del siglo XVIII. Las salas de las que consta el Museo se organizan temáticamente para mostrar al visitante todas las facetas de nuestro pasado más cercano.
Ermita de Nuestra Señora de Zorita
Se encuentra a 3 km de Melgar, en un paraje arbolado y con fuentes. En el siglo XIV era la iglesia parroquial del pueblo de Zorita, pero al quedar despoblado en el siglo XV se convirtió en ermita románica, en el siglo XVIII se le añadió una nave más al sur y a mediados del siglo XX se construyó adosado a esta nave un porche columnado con capiteles similares a los del monasterio de Silos. De estilo neorrománico, obra del artista local Emigdio Martín Terradillos. Tiene dos naves y un ábside. Bóveda de cañón. Se pueden adivinar posibles restos visigodos. Es muy popular la romería que se celebra el 8 de septiembre de cada año.

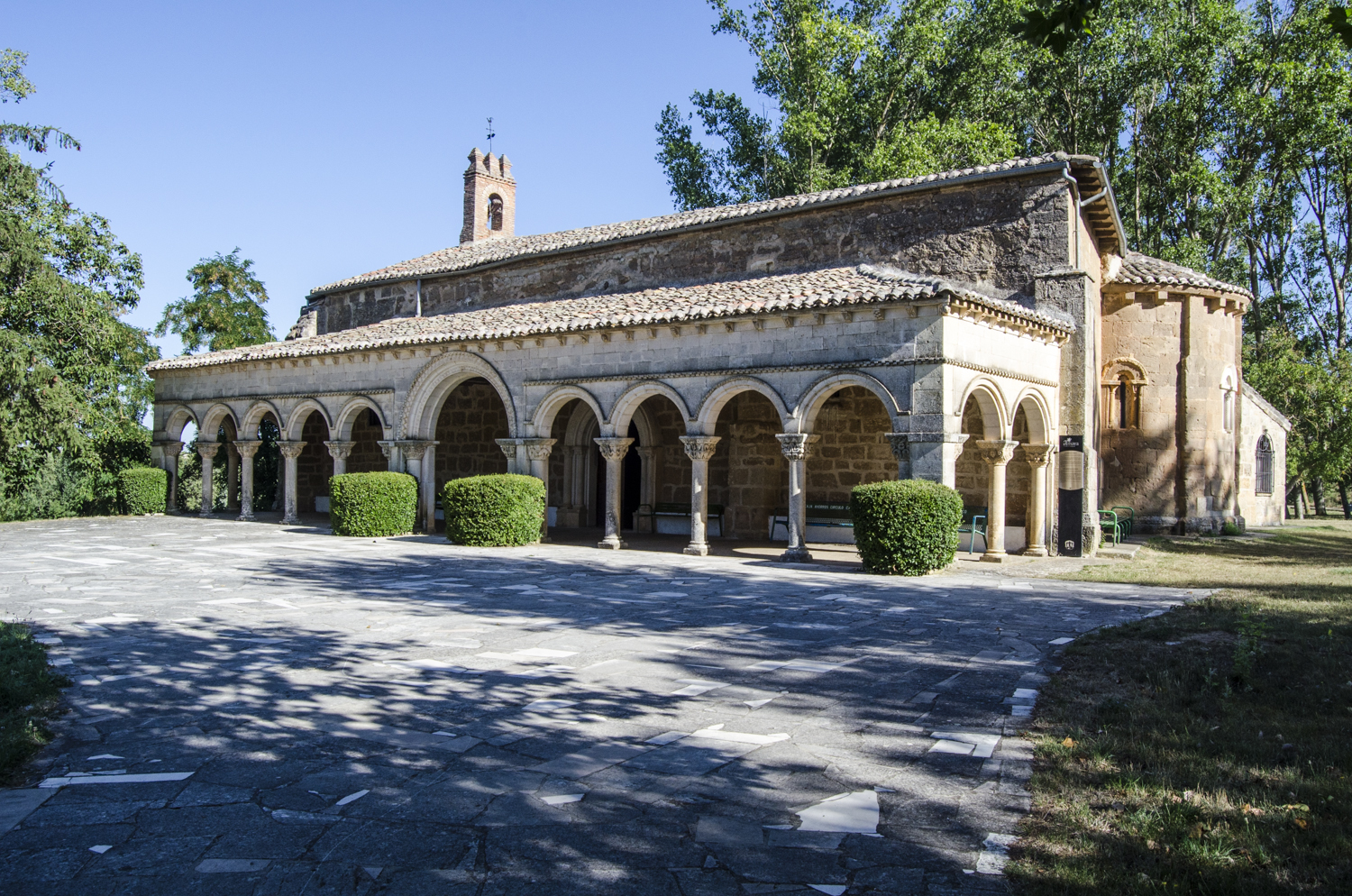
N.ª S.ª de Zorita. Sur y este.
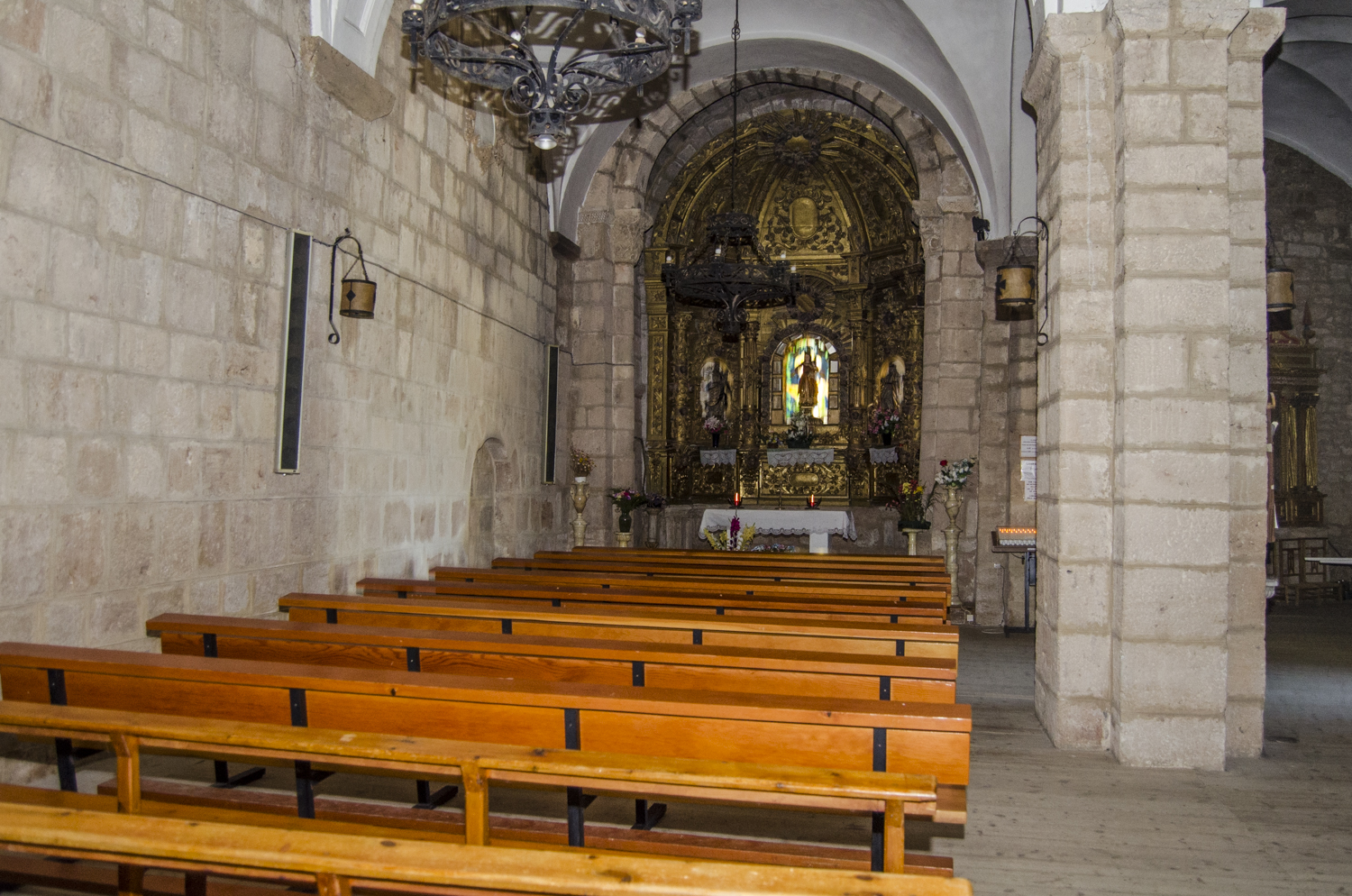
N.ª S.ª de Zorita. Nave norte con restos visigóticos.
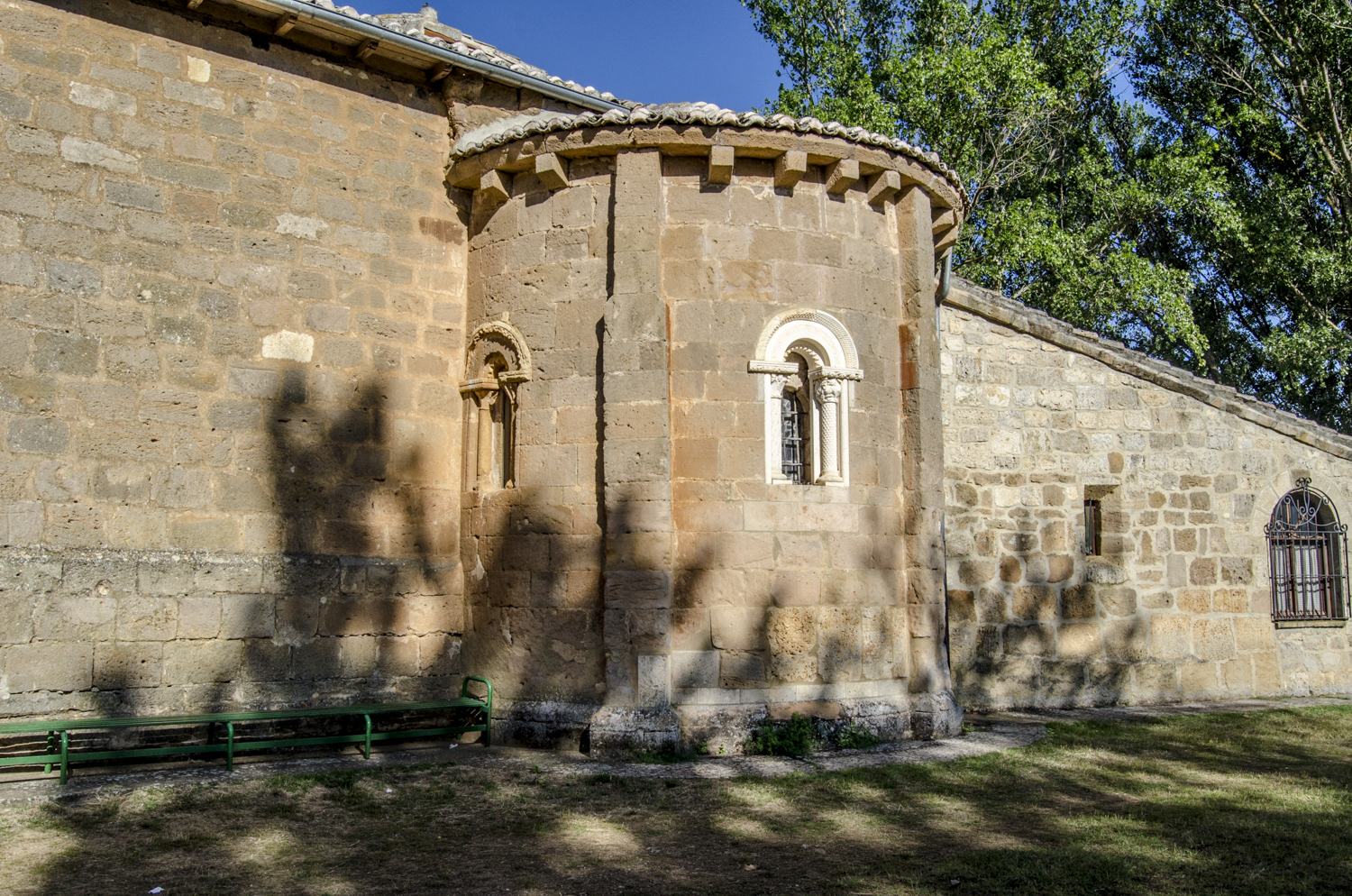
N.ª S.ª de Zorita. Ábside de la nave norte.
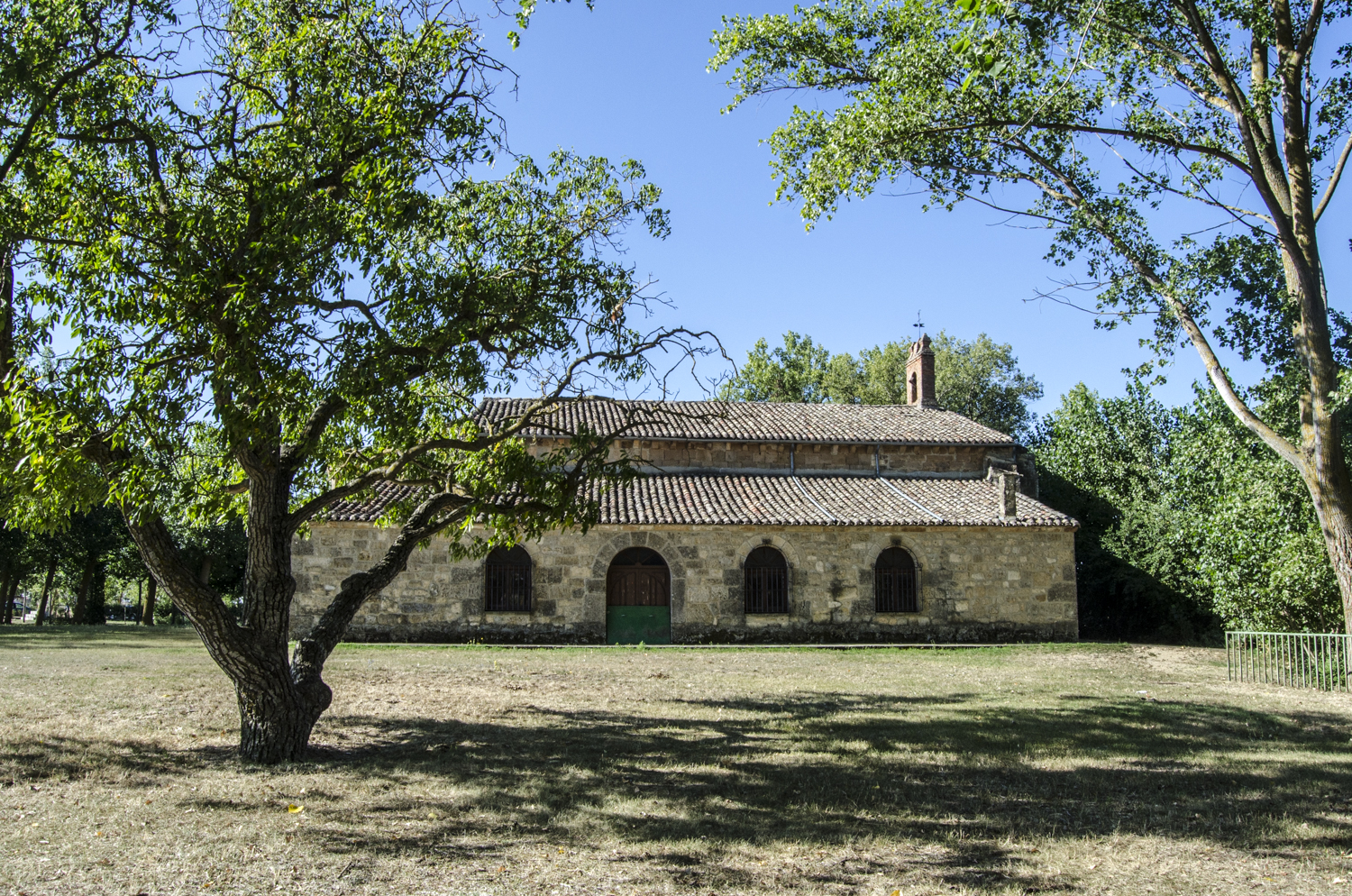
N.ª S.ª de Zorita. Norte.
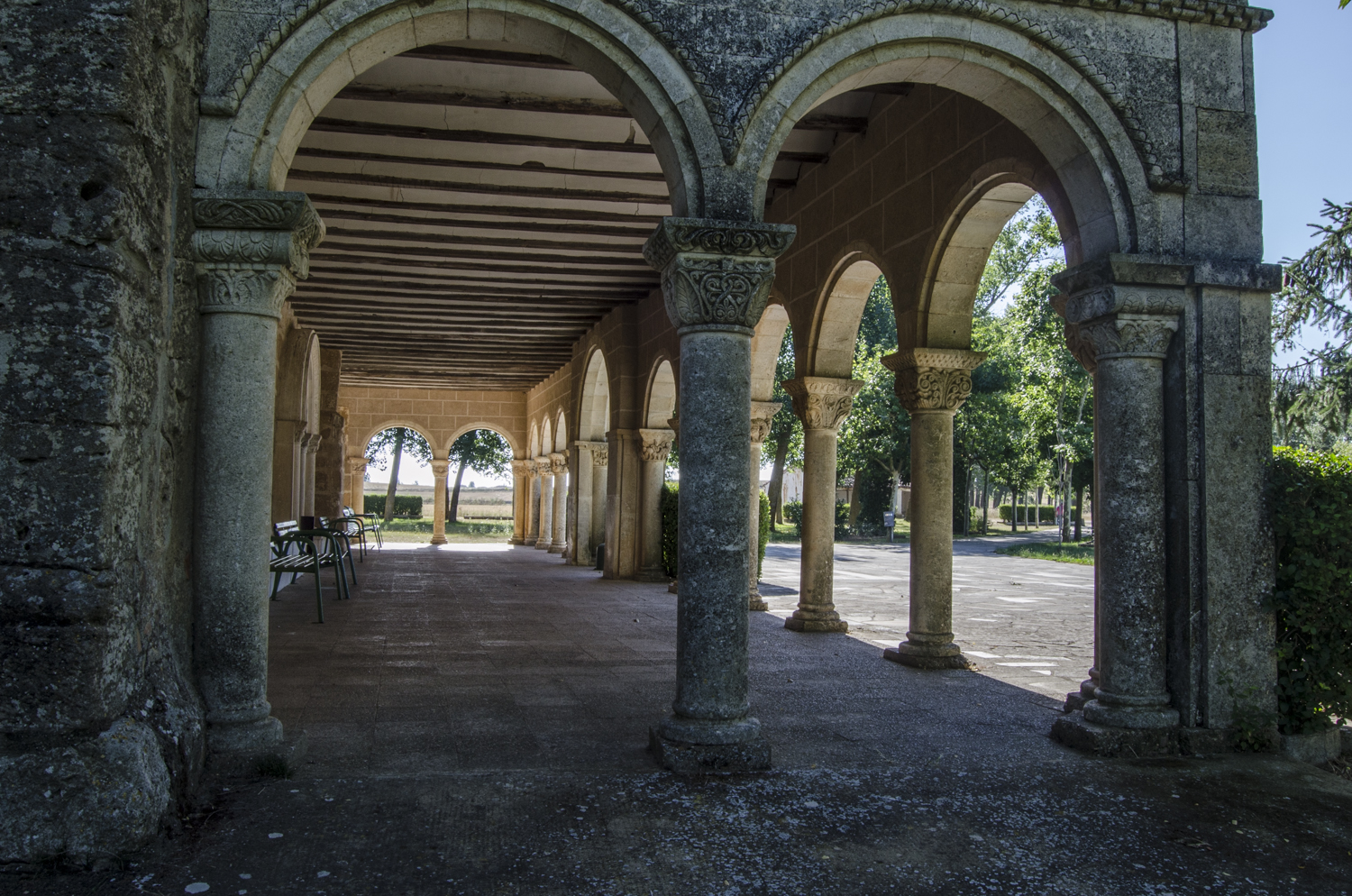
N.ª S.ª de Zorita. Atrio neorrománico.

Ermita de San José
Esta pequeña ermita o humilladero del siglo XVIII y reconstruida por completo en 1984 se sitúa a medio camino entre Melgar y la ermita de Zorita. Está dedicada a San José, patrono de la buena muerte. Se levanta junto a las riberas del cauce molinar que discurre en el fondo de la ladera. Tiene escaso valor artístico. El enclave en que se encuentra le hace muy peculiar al poder divisarse desde ella tanto las riberas del Cuérnago como la localidad, en la que sobresale su iglesia. Pertenece al grupo de los denominados humilladeros, y en él se detenían los campesinos a rezar, especialmente al atardecer, cuando regresaban de sus tareas agrícolas. En el interior hay un altar dedicado a San José en el que el peregrino reza sus oraciones. En el exterior destaca un frontón sobre el que descansa una cruz y, bajo ella, un campanillo.

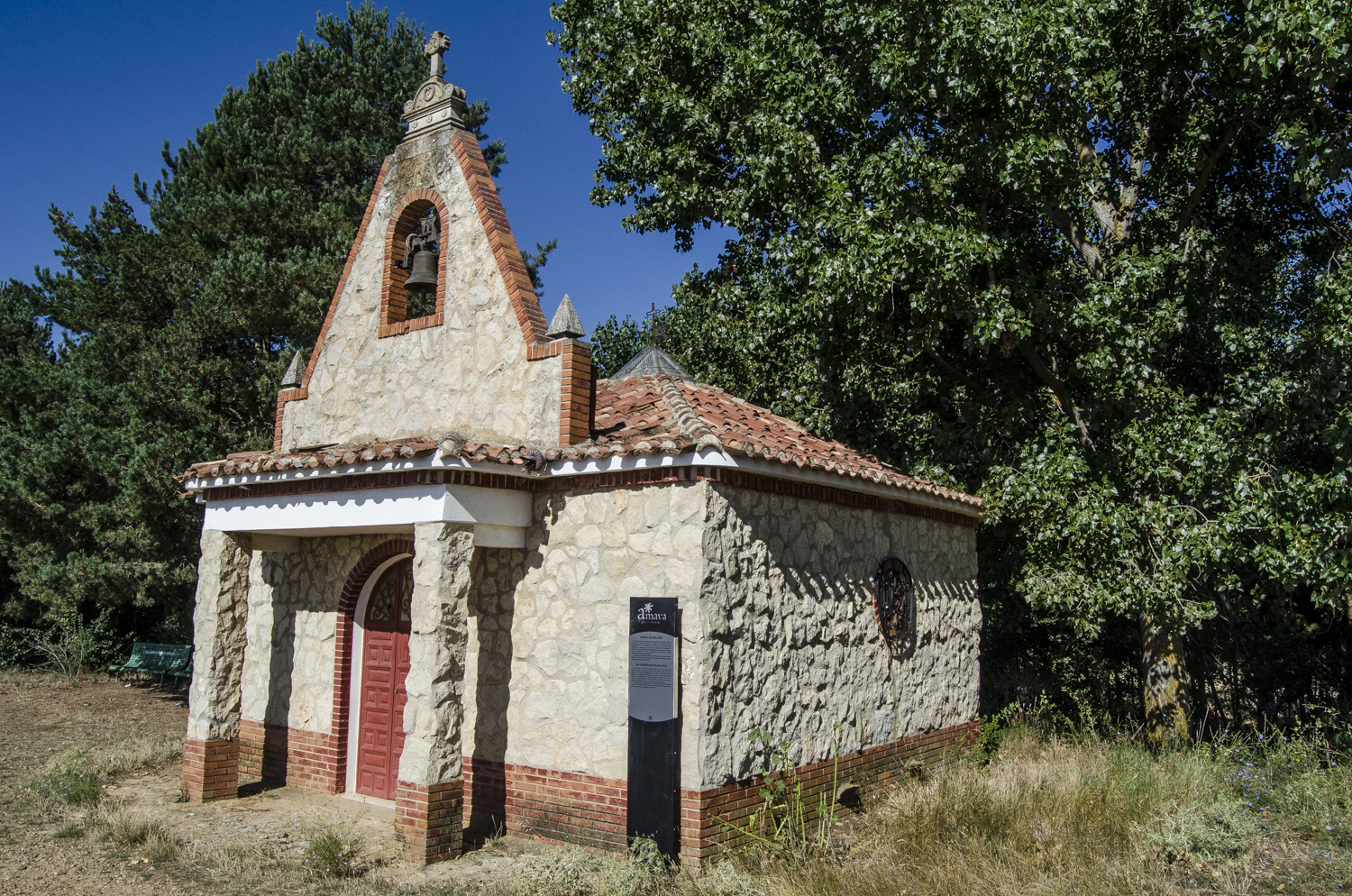
Humilladero o Ermita de San José.

Canal de Castilla
Se ha establecido una vía verde paralela a esta gran obra hidráulica del siglo XVIII (la de mayor envergadura de la España moderna) para practicar senderismo. Discurre 9 km a través de terreno melgarense. A lo largo del recorrido se encuentran el puente y la esclusa de San Llorente de la Vega, el puente de Carrecalzada y el cercano edificio conocido como "El Almacén" que es el único resto que nos ha llegado de la desaparecida población de Quintanilla la Real, la arqueta y registro de riego llamada "El Hueso, y el puente-acueducto de Abánades, también llamado Puente del Rey.
Las dimensiones faraónicas del proyecto del Canal, los casi cien años utilizados en la construcción de los más de 200 km que entraron en servicio, con un sistema de esclusas para salvar un cambio de nivel superior a 100 metros y acueductos para salvar el cauce de los ríos, y el desarrollo de un medio de transporte alternativo y más eficaz (el ferrocarril), dejaron la obra inconclusa. El tramo Alar del Rey-Santander nunca llegó a construirse. Hoy en día el canal se utiliza principalmente para abastecimiento de agua, riego y producción de energía hidroeléctrica, habiéndose establecido un plan para la recuperación de la navegabilidad del mismo y su restauración.
Actualmente, se puede viajar por el Canal de Castilla gracias al barco que surca sus aguas, el San Carlos de Abánades, situado en el embarcadero de Carrecalzada (a 1 km de Melgar, dirección Osorno la Mayor, por la N-120).

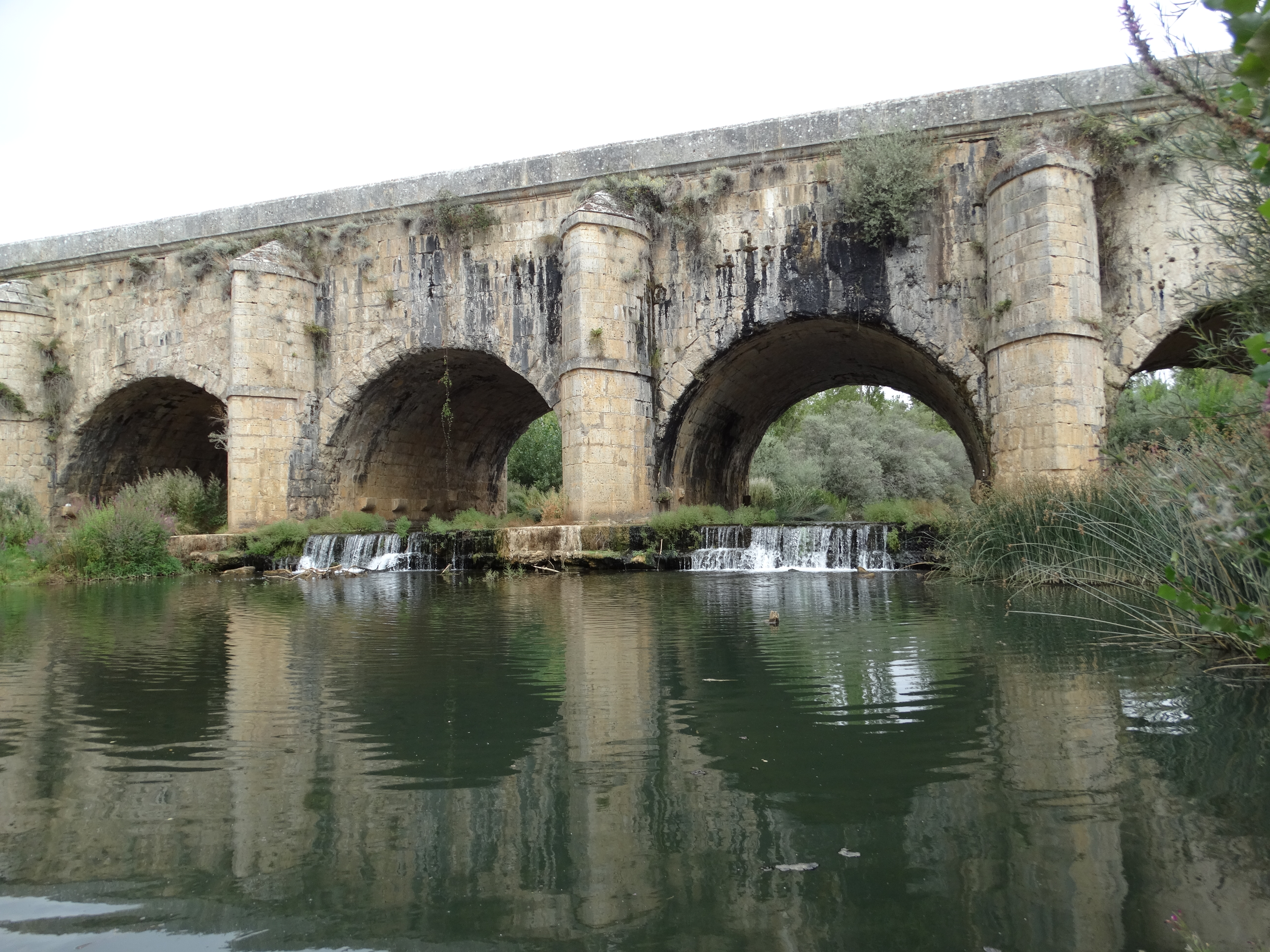
Acueducto de Abánades sobre el río Valdavia. Canal de Castilla
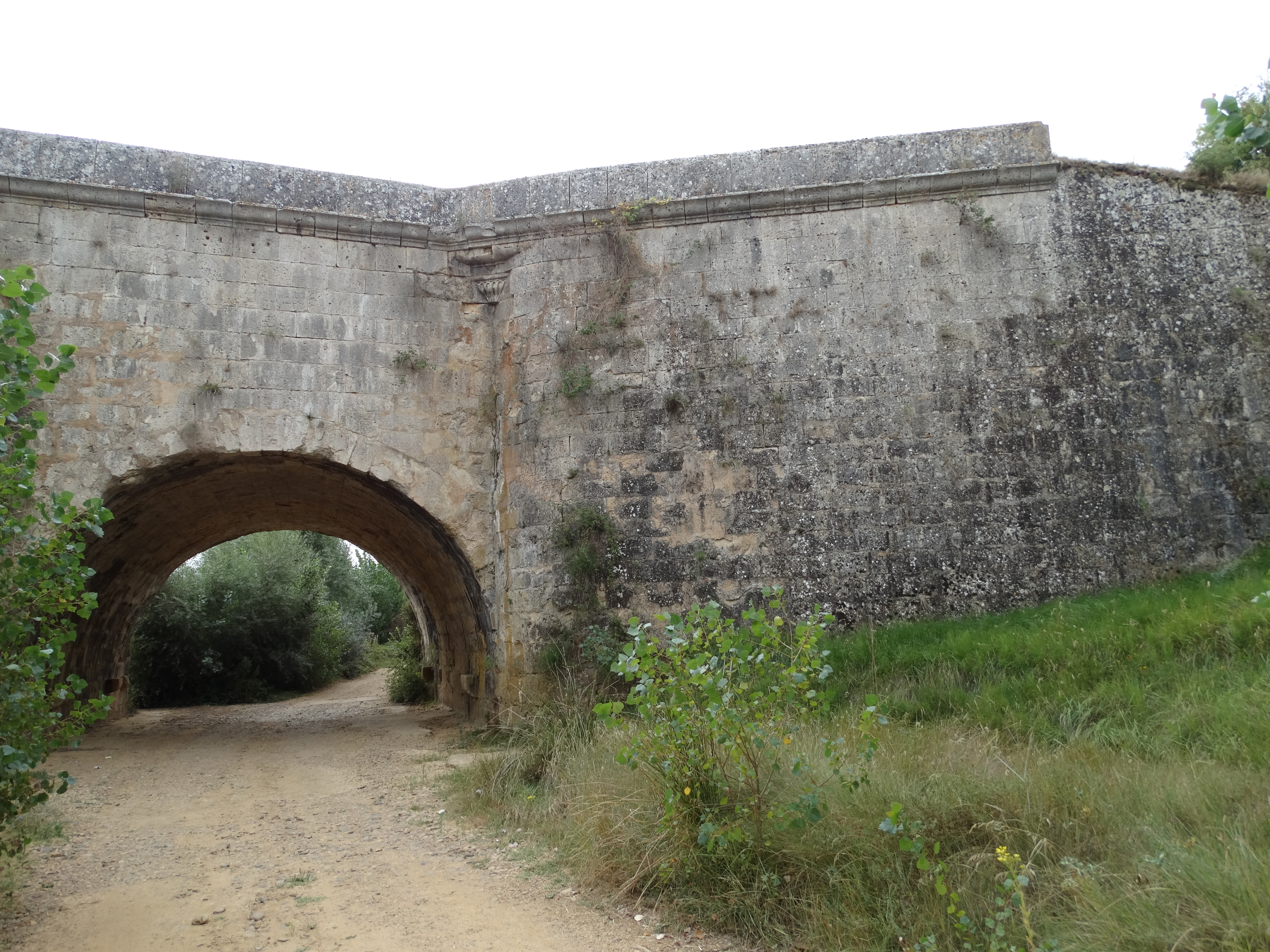
Acueducto de Abánades sobre el río Valdavia. Primer vano margen derecha
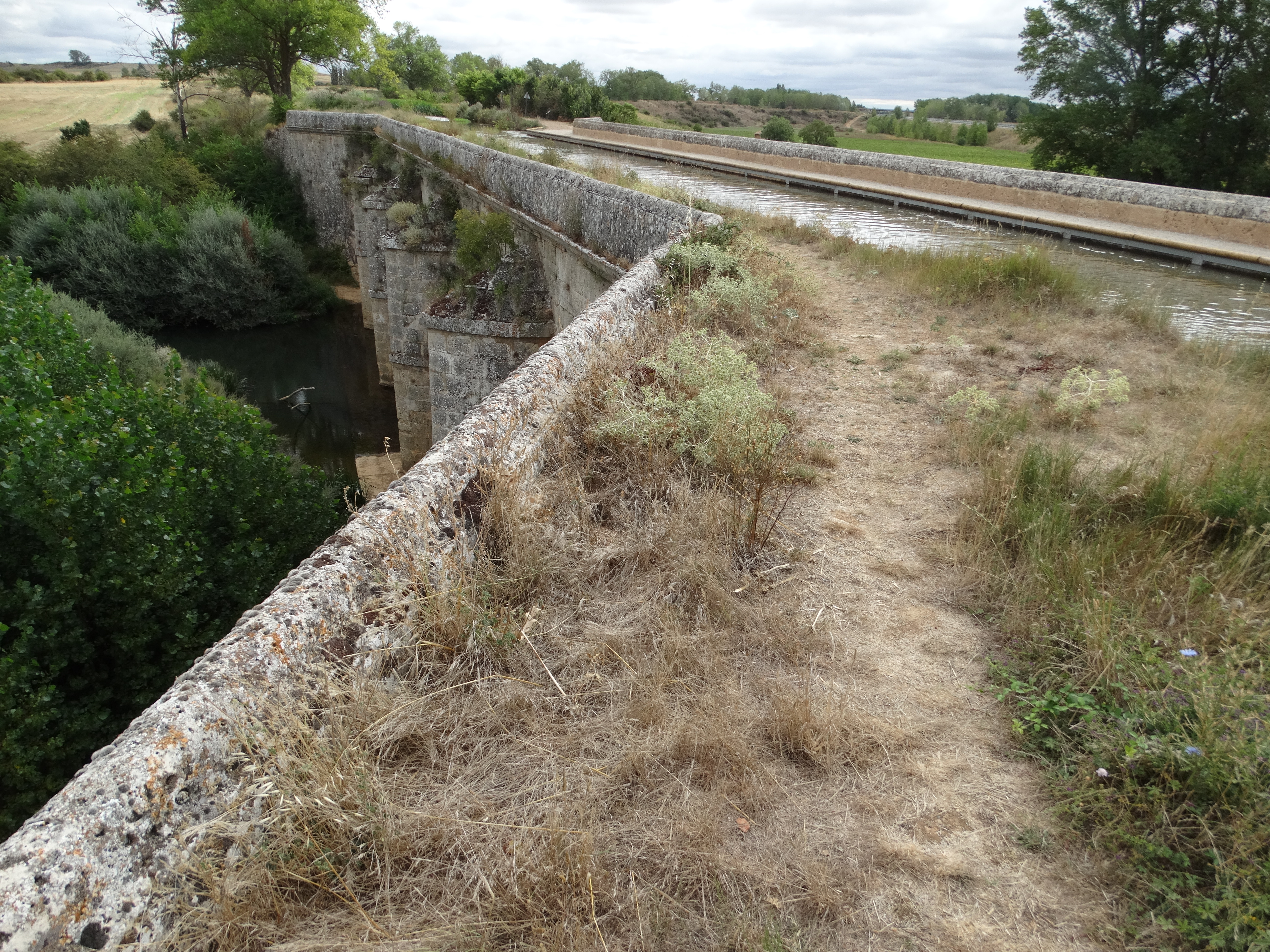
Acueducto de Abánades. Cauce del Canal de Castilla
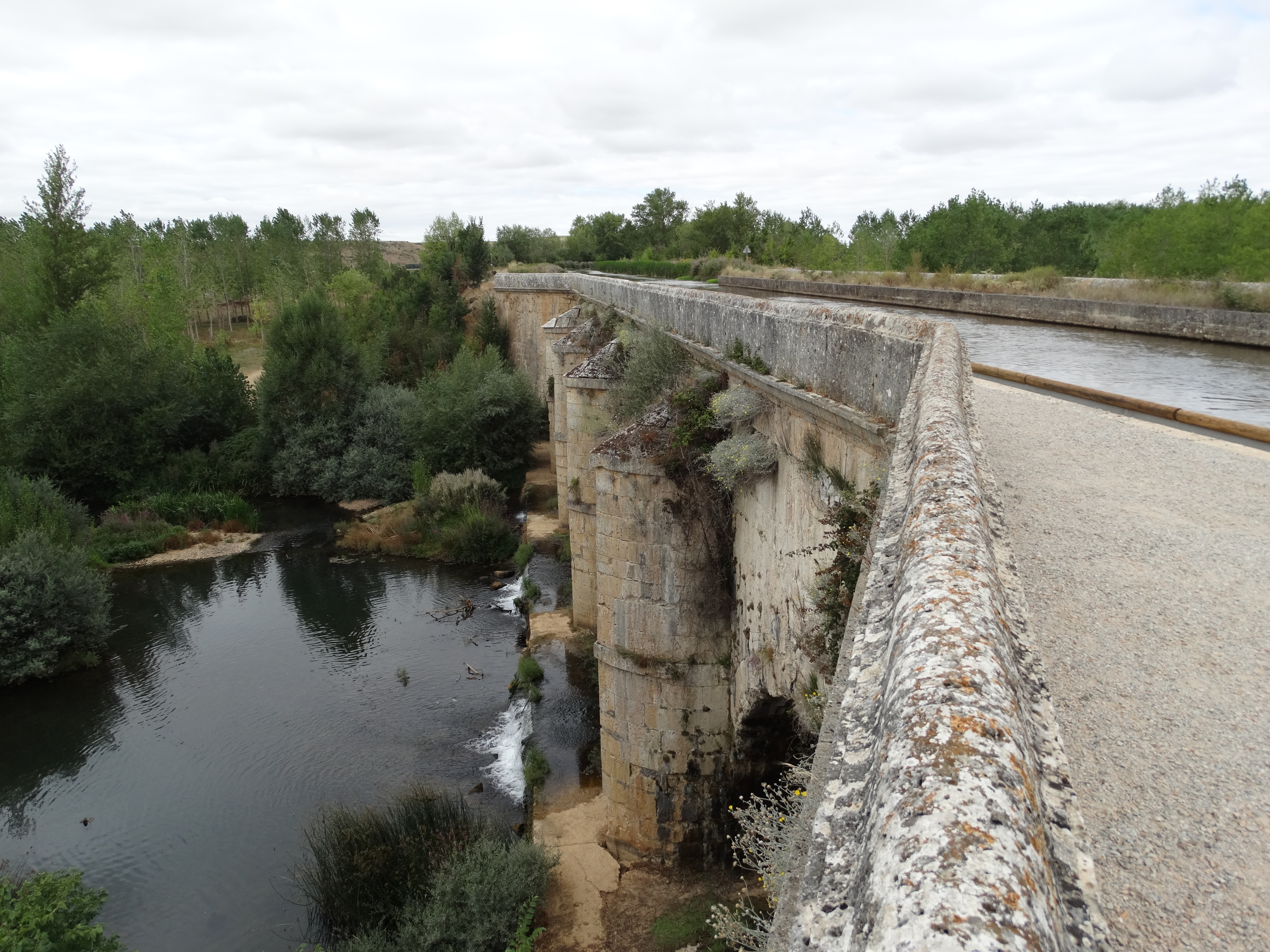
Acueducto de Abánades sobre el río Valdavia
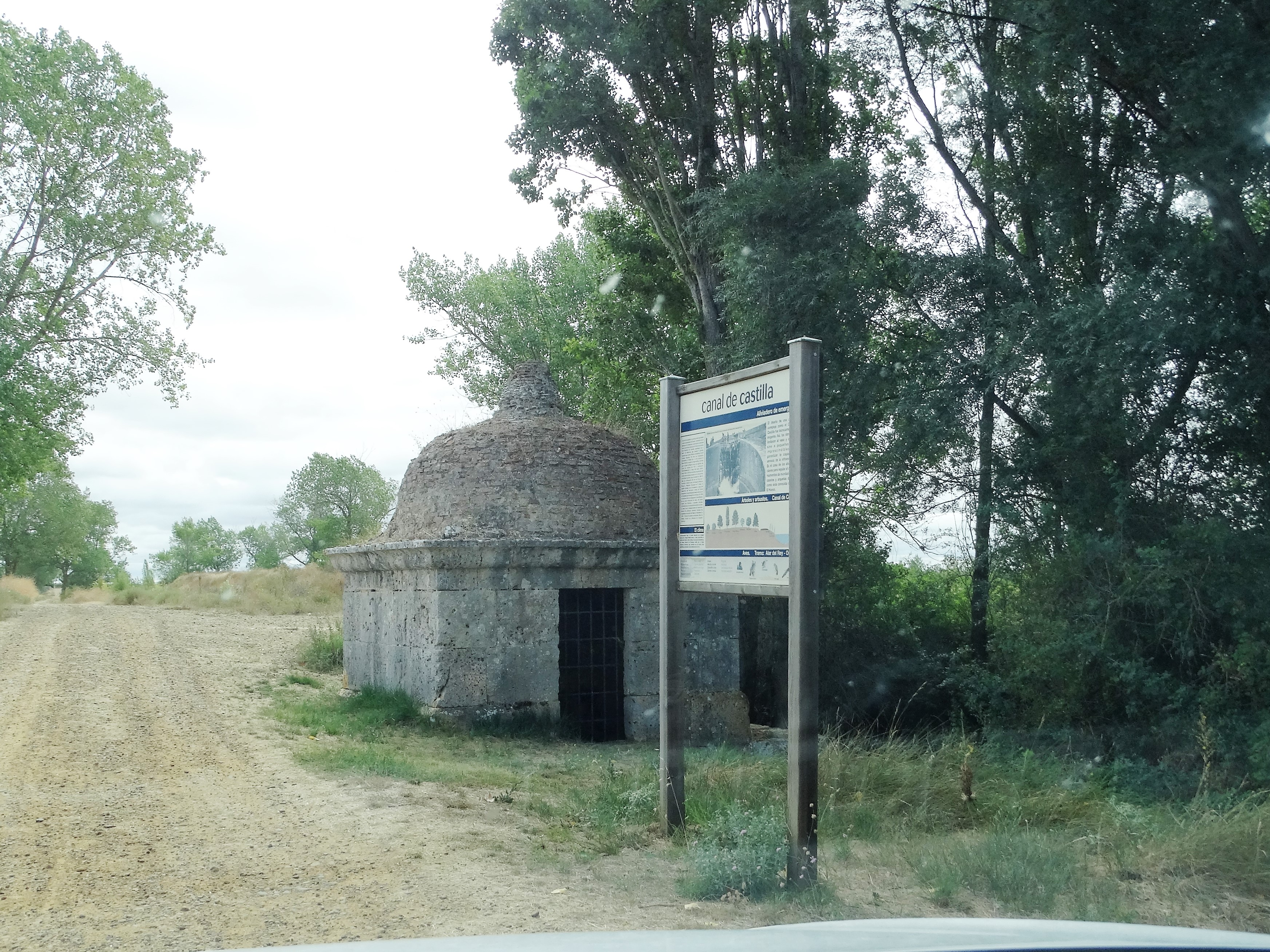
Arca de desagüe, para regadios próximos, en el camino de sirga. Junto al puente de Carrecalzada. Canal de Castilla
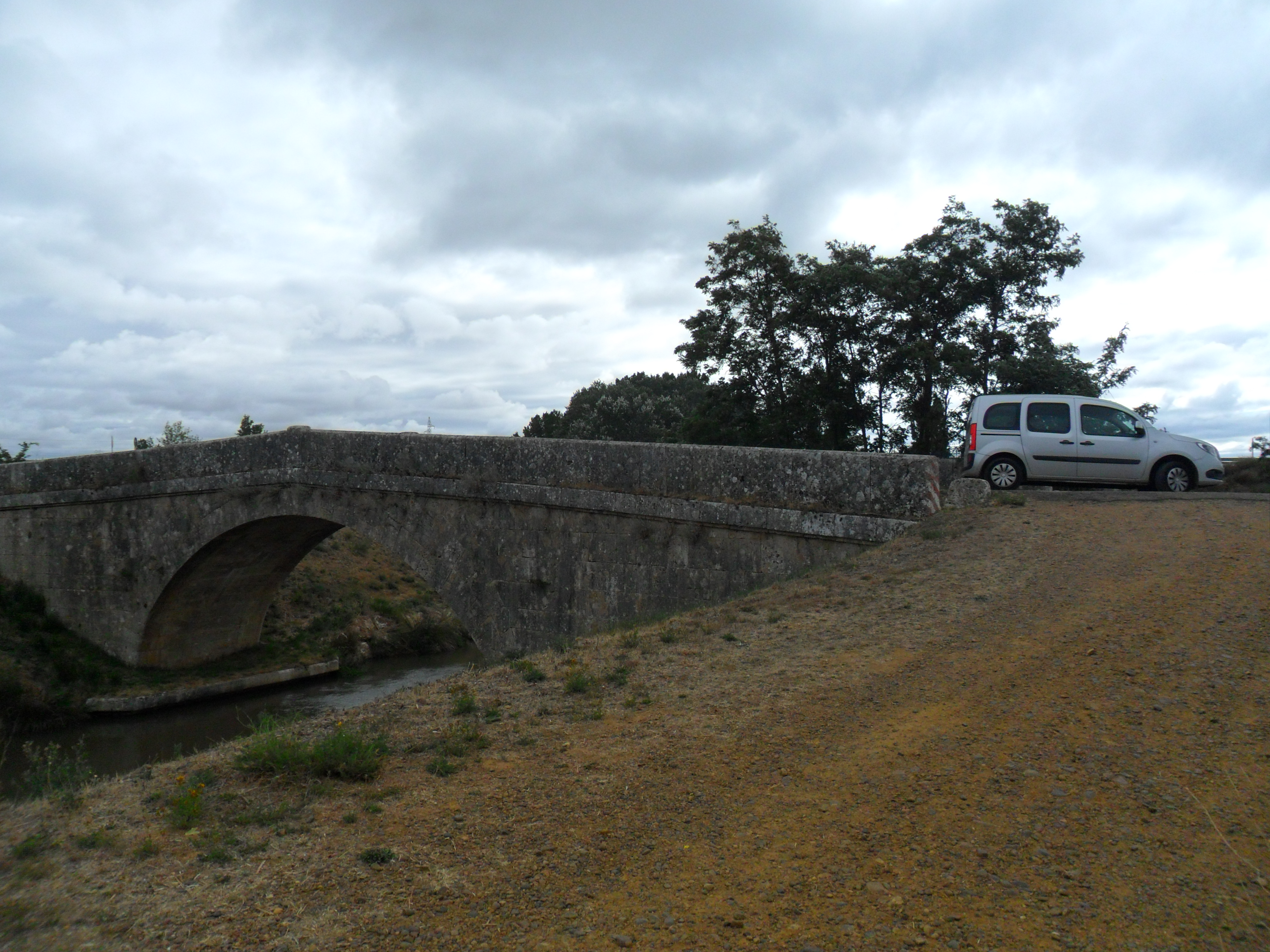
Puente de Carrecalzada. Canal de Castilla. Sector antiguo de la N-120 PK 168

Puente sobre el río Pisuerga

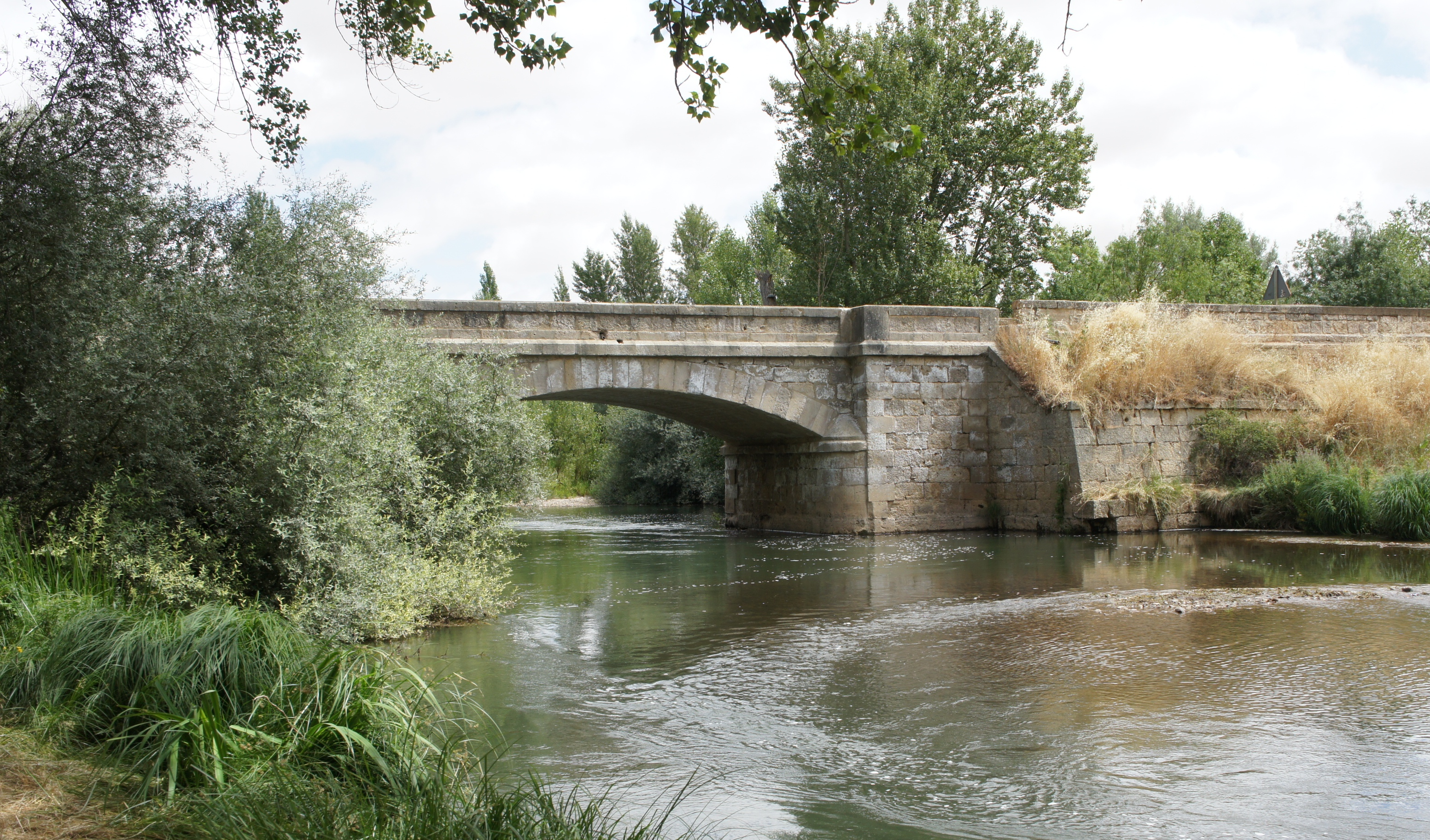
Puente de Melgar de Fernamental

Se trata de una obra de fábrica de estilo clasicista rehabilitada y modificada a principios del siglo XX.
Complejo de pasarelas de madera

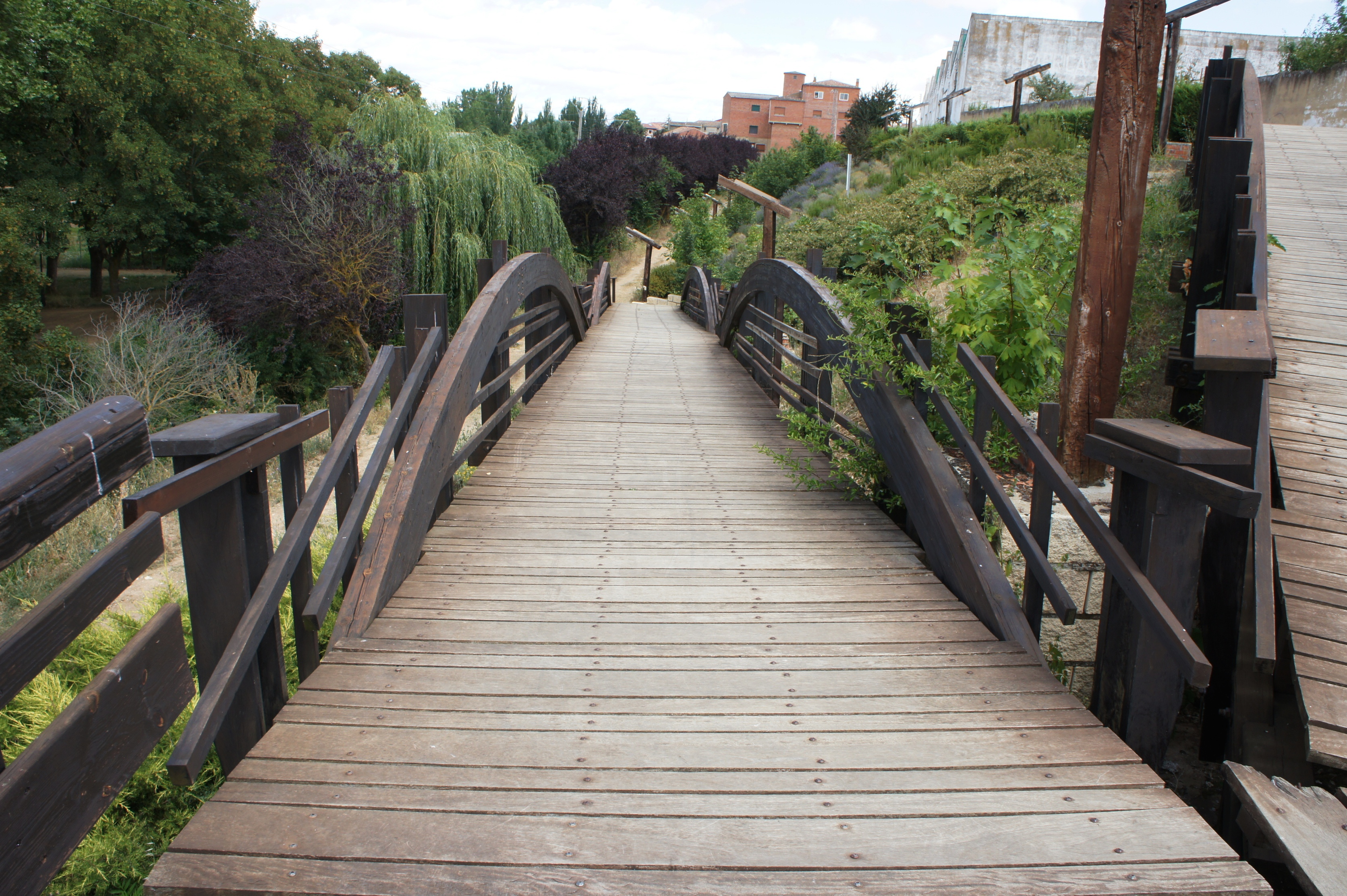
Pasarela de madera

Construidas para bajar a la terraza del río Pisuerga y cruzar el llamado caz del Pisuerga accediendo a la zona deportiva y paseo de la Ribera del Pisuerga.

## Cultura

### Fiestas
En Melgar de Fernamental podemos encontrarnos diferentes eventos festivos, con su larga historia. A lo largo del año nos encontramos diferentes festividades que recogemos a continuación:
- San Sebastián y San Fabián (20 de enero), en la que destacan, entre otros actos, la Banderada de San Sebastián y el baile de la jota La Peona.[11]
- Rogativa a San Marcos (25 de abril)
- Voto de la Villa (18 de mayo)
- Santiago Apóstol (25 de julio)
- Feria de la Huerta (domingo posterior a las fiestas patronales)
- Romería de Zorita (8 de septiembre)

Además de estas, destacamos dos de las más importantes:

### Feria de San José
Se celebra cada 19 de marzo, día del padre y San José. Antiguamente era feria de ganaderos, hoy es exposición y venta de maquinaria agraria y comercio de ámbito provincial y castellano-leonés. Empresas de aperos y máquinas agrícolas, productos fitosanitarios, abonos para el campo, fertilizantes, herbicidas, etc., exponen sus últimas novedades en más de 15 000 m² del recinto ferial de El Vivero.

### Fiestas patronales
Se celebran el 14, 15, 16 y 17 de agosto cada año, en honor a Nuestra Señora de la Asunción y de San Roque. De ellas destaca el desfile de peñas y carrozas que se celebra el primer día por la tarde, junto con el canto de la “Salve”, que se desarrolla el mismo día, justo después del desfile. También se celebran diversas actividades a lo largo de los cuatro días como toros, actividades infantiles, conciertos, verbenas, concursos y la tradicional vuelta al pueblo a partir de las 4 a. m. el último día de las fiestas, con la tradicional chocolatada para despedir los festejos.

### Fiesta de los Quintos
Los cuatro días de quintos se celebran en Semana Santa: Miércoles Santo, Jueves Santo, Viernes Santo,y Sábado Santo. El Domingo Santo los quintos piden dinero casa por casa acompañados por una charanga, desde las 8:00 hasta las 12:00. A las 12:00 los quintos se dirigen a la iglesia, los chicos cogen al cristo y se van por un camino, mientras que las chicas cogen a la virgen y van por otro, finalmente se encuentran en la plaza y vuelven todos a la iglesia juntos.

### Parroquia
De la Asunción de Nuestra Señora, en el arciprestazgo de Amaya, incluye las localidades de Santa María Ananúñez, Tagarrosa y Valtierra de Riopisuerga.